# Pascual Serrano Jiménez
Pascual Serrano Jiménez (València, 1964) és un periodista i assagista valencià molt crític amb els mitjans de comunicació com a grans grups empresarials. Col·labora amb diversos mitjans espanyols i llatinoamericans abordant mitjans de comunicació i política internacional.
Es va llicenciar en periodisme en 1993 en la Universitat Complutense de Madrid. Va començar la seva carrera periodística en ABC. Posteriorment va ser un dels fundadors i redactor cap de Voces, una revista editada per Izquierda Unida, desapareguda en l'actualitat. En 1996 va ser un dels fundadors de Rebelión, lloc web i mitjà alternatiu d'informació lligat als moviments d'esquerra radical. Durant 2006 i 2007 fou assessor editorial de Telesur, canal televisiu creat pel govern de Veneçuela pel juliol de 2005. En l'actualitat és membre del consell de redacció de les revistes Mundo Obrero, El Otro País i Pueblos, on també col·labora. També col·labora al diari Público, el quinzenal Diagonal i el mensual Le Monde diplomatique. En febrer de 2010 va rebre la distinció Félix Elmuza, màxim guardó que atorga la Unión de Periodistas de Cuba (UPEC) i que excepcionalment recau en un periodista no cubà. El seu llibre "Desinformación. Cómo los medios ocultan el mundo" va rebre un esment honorífic del Premi Libertador 2009, atorgat pel Ministeri de Cultura de Veneçuela.

## Polèmiques
En 2009, Le Monde diplomatique denuncià el rebuig per part del diari El País a publicar un anunci que fins aleshores contractaven cada mes. Segons Le Monde diplomatique, el rebuig es deuria a un article de Pascual Serrano titulat La crisis golpea 'El País' publicat en l'edició de març de 2009.

## Obres
- 2002 - Periodismo y crimen. El caso Venezuela 11-04-02, Hiru. Hondarribia (col·laboració).
- 2003 - Washington contra el mundo. Foca. Madrid (col·laboració).
- 2004 - Mirando a Venezuela. Hiru. Hondarribia (col·laboració i compilació).
- 2006 - Perlas. Patrañas, disparates y trapacerías en los medios de comunicación. El Viejo Topo. Barcelona.
- 2006 - Juego Sucio. José Martí. La Habana.
- 2006 - Violencia y medios de comunicación. Va obtenir el primer premi del IV Concurs Internacional d'Assaig "Pensar a contracorriente" (2007), convocado por el Instituto Cubano del Libro, el Ministerio de Cultura de Cuba y la Editorial Ciencias Sociales.[7]
- 2007 - Medios violentos. Palabras e imágenes para la guerra. En col·laboració amb Santiago Alba Rico. El Perro y la Rana. Caracas.
- 2007 - Perlas 2. Patrañas, disparates y trapacerías en los medios de comunicación. El Viejo Topo. Barcelona.
- 2008 - Medios violentos. Palabras e imágenes para el odio y la guerra. El Viejo Topo. Barcelona (versió ampliada del llibre de 2007 escrit en col·laboració amb Alba Rico). Hi ha edicions a Veneçuela (Minci), Equador (Ciespal) i Cuba (José Martí).
- 2009 - Conjura contra Cuba. Editat per Cubainformación. Traduït i editat a Itàlia per l'editorial Achab.
- 2009 - Desinformación. Cómo los medios ocultan el mundo. (Pròlog d'Ignacio Ramonet). Editorial Península.
- 2010 - El periodismo es noticia. Tendencias sobre comunicación en el siglo XXI. Editorial Icaria.
- 2010 - Traficantes de información. La historia oculta de los grupos de comunicación españoles. Editorial Foca (Akal).
- 2011 - ¿El mejor de los mundos?. Un paseo crítico por lo que llaman 'democracia'. Editorial Icaria.
- 2011 - “Contra la neutralidad. Tras los pasos de John Reed, Ryszard Kapuściński, Rodolfo Walsh, Edgar Snow y Robert Capa”. Editorial Península
- 2012 - “Periodismo canalla. Los medios contra la información”. Editorial Icaria
- 2013 - “La comunicación jibarizada. Cómo la tecnología ha cambiado nuestras mentes”. Editorial Península
- 2014 - “La culpa es de los libros. Escritos tras mis lecturas”. Editorial Icaria